# UR-200
UR-200은 소련의 ICBM이다. 나토명 SS-10 스크래그이다.

## 역사
1963년 11월 4일 바이코누르 우주 기지에서 최초로 시험발사했다. 1964년 10월 20일 마지막 9회차 시험발사를 했다.
SS-10의 1단 RD-0202 엔진은 추력 55톤 RD-0204 1개와 추력 55톤 RD-0203 3개로 구성되어 추력 220톤의 힘을 낸다.
SS-10의 2단 RD-0205 엔진은 추력 60톤이다. 추력 57톤 RD-0206 메인엔진과 총추력 3톤인 RD-0207 베니어 엔진 4개로 구성되어 있다. 북한의 화성 12호의 1단 엔진도 이런 방식이다.

## 대한민국
SS-10은 1단 추력 220톤, 2단 추력 60톤인데, 한국형 발사체는 1단 추력 260톤, 2단 추력 75톤, 3단 추력 8톤이다.

## 같이 보기
- 미사일 목록
- 우주발사체 목록